# ساتور
ساتور (به انگلیسی: Sattur) یک منطقهٔ مسکونی در هند است که در بخش ورودهونگر واقع شده‌است. ساتور ۳ کیلومتر مربع مساحت و ۲۹٬۳۹۸ نفر جمعیت دارد و ۵۶ متر بالاتر از سطح دریا واقع شده‌است.